# Тарнополь (Підляське воєводство)
Тарнополь (пол. Tarnopol) — село в Польщі, у гміні Наровка Гайнівського повіту Підляського воєводства.
Населення — 119 осіб (2011).
У 1975-1998 роках село належало до Білостоцького воєводства.

## Демографія
Демографічна структура станом на 31 березня 2011 року:
|          | Загалом | Допрацездатний вік | Працездатний вік | Постпрацездатний вік |
| -------- | ------- | ------------------ | ---------------- | -------------------- |
| Чоловіки | 56      | 8                  | 40               | 8                    |
| Жінки    | 63      | 11                 | 38               | 14                   |
| Разом    | 119     | 19                 | 78               | 22                   |

## Видатні уродженці
- Володимир Гайдук — білоруський поет.